# Danh sách câu lạc bộ bóng đá ở Grenada
Đây là danh sách các câu lạc bộ bóng đá ở Grenada.
- Ball Dogs
- Carib Hurricane FC
- Chantimelle
- Eagles Super Strikers
- Fontenoy United
- GBSS
- Paradise
- Queen's Park Rangers
- South Stars
- Willis Youths

Bản mẫu:Bóng đá Grenada